# Isole Vergini Americane ai Giochi della XXI Olimpiade
Le Isole Vergini Americane parteciparono ai Giochi della XXI Olimpiade che si sono svolti a Montréal dal 17 luglio al 1º agosto 1976, con una delegazione di 21 atleti impegnati in 6 discipline. Portabandiera alla cerimonia di apertura fu il lottatore Ivan David. Fu la terza partecipazione di questo paese ai Giochi estivi. Non furono conquistate medaglie.